# ビレ・アウグスト
ビレ・アウグスト（Bille August, 1948年11月9日 - ）はデンマークの映画監督、テレビドラマディレクター。

## 略歴
ストックホルムで写真教育を受けた後、コペンハーゲンの映画学校に入学し映画製作を学んだ。
1988年『ペレ』、1992年『愛の風景』でカンヌ国際映画祭・パルムドールを2度受賞している。

## 主な監督作品
- 子供たちの城 Zappa (1983)
- ツイスト&シャウト Tro, håb og kærlighed (1984)
- ペレ Pelle erobreren (1987)
- 愛の風景 Den goda viljan (1992)
- 愛と精霊の家 The House of the Spirits (1993)
- エルサレム Jerusalem (1996)
- 陰謀のシナリオ Smilla's Sense of Snow (1997)（原作：ペーター・ホゥ『スミラの雪の感覚』）
- レ・ミゼラブル Les Misérables (1998)
- それぞれのシネマ 「最後のデート・ショウ」 Chacun son cinéma ou Ce petit coup au coeur quand la lumière s'éteint et que le film commence (2007) オムニバス映画
- マンデラの名もなき看守 Goodbye Bafana (2007)
- リスボンに誘われて Night Train to Lisbon (2013)（原作：パスカル・メルシエ『リスボンへの夜行列車』）
- サイレント・ハート Stille Hjerte (2014)
- デスティニー・イン・ザ・ウォー 烽火芳菲 (2017)
- 幸せな男、ペア Lykke-Per (2018)
- エーレンガート:誘惑の極意 Ehrengard: The Art Of Seduction (2023)